# Vincent Fourcade
 (septembre 2006).
Pour les articles homonymes, voir Fourcade.
Vincent Gabriel Fourcade (27 février 1934 – 23 décembre 1992) était un décorateur d’intérieur français-américain, compagnon de Robert Denning.

## Famille et jeunesse
Il naquit au sein d’une famille de distingués esthètes français, et passa la plupart de sa jeunesse dans une maison avec plus de 20 chambres, décorée avec des meubles de Majorelle.

## New York City
Célibataire estimé, il avait beaucoup d'invitations  des 2 côtés de l'Atlantique. Il commence à travailler comme banquier, profession de son père et son grand-père à Paris. Il connaît Robert Denning en 1959, il était le protégé d'Edgar de Evia. Il avait développé un bon œil pour le design en travaillant avec des photographes. Avec lui, il va partager sa vie dans l’une des maisons plus majestueuses de Manhattan, aux derniers étages du bâtiment Rhinelander Mansion, où ils trouvent des clients importants comme Lillian (Bostwick) ou Ogden Phipps.

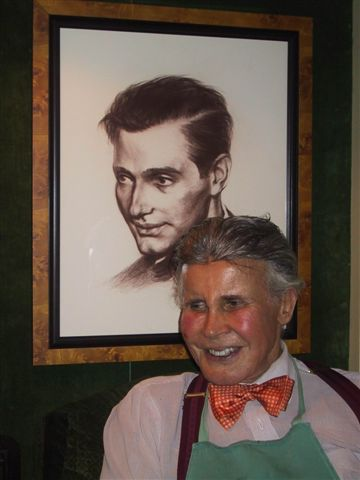
Robert Denning assis devant le portrait de Vincent Fourcade

## Denning & Fourcade
Fondé en 1960, Denning & Fourcade, Inc. eut d’éminentes répercussions sociales pendant  plus de 44 ans. Ils se distinguent par un goût excessif, comme par exemple en couvrant les sols avec de grandes peaux de carcajou.

## Vivre avec le SIDA
Fourcade attrape la maladie dans les années 1980, pendant lesquelles il partage son temps entre Paris et New York grâce au Concorde. Son frère ainé Xavier Fourcade, marchand reconnu, meurt de cette même maladie en 1987.
En 1990, il voyage à Paris pour la dernière fois, il meurt dans son appartement parisien du numéro 16 de la rue Caselles.